# Gerald Moss
Pour les articles homonymes, voir Moss.
Gerald Moss, né le 2 mars 1936 à Miami Beach et mort en décembre 2008,, est un ancien joueur américain de tennis.

## Carrière
Vainqueur du tournoi junior de l'Open d'Australie en janvier 1955.
Finaliste en double de l'US Open en septembre 1955. Cette année-là, les tournois de simple et double ne se jouent pas en même temps, ni au même endroit. Alors que le simple se déroule à New York, le tournoi de double se tient plus tard à Boston où l'ouragan Diane retarde fortement les matchs. Cet ouragan incite d'ailleurs les meilleurs joueurs à quitter les lieux prématurément, et rend le tableau de double extrêmement dévalué. Quillian, alors simple joueur universitaire, comme son partenaire atteignent la finale tandis que ce sont deux modestes joueurs japonais qui remportent un premier titre historique pour leurs pays.
Il bat le n°1 mondial Rod Laver en 1961.

## Palmarès (partiel)

### Finale en double messieurs
| No | Date       | Nom et lieu du tournoi                 | Catégorie | Surface      | Vainqueurs                | Partenaire       | Score                   |          |
| -- | ---------- | -------------------------------------- | --------- | ------------ | ------------------------- | ---------------- | ----------------------- | -------- |
| 1  | 02-09-1955 | US National Championships Forest Hills | G. Chelem | Gazon (ext.) | Kōsei Kamo Atsushi Miyagi | William Quillian | 6-3, 6-3, 3-6, 1-6, 6-4 | Parcours |